# Orectolobus floridus
Orectolobus floridus — вид рода ковровых акул одноимённого семейства отряда воббегонгообразных. Они встречаются в восточной части Индийского океана у побережья Австралии. Максимальная зарегистрированная длина 75 cм. У них приплюснутые и широкие голова и тело. Голова обрамлена характерной бахромой, образованной кожными лоскутами.

## Таксономия
Впервые вид был научно описан в 2008 году. Голотип представляет собой взрослого самца длиной 75 см, пойманного донной жаберной сетью в 2003 году у побережья Грин Хэд, Западная Австралия (30°03′ ю. ш. 114°58′ в. д.), на глубине 45 м. Паратипы: взрослый самец длиной 72,8, пойманный там же и тогда же; самка длиной 71,4 см, пойманная тогда же у Кейп Натуралист (33°27′ ю. ш. 114°48′ в. д.), на той же глубине; самка длиной 70,8 см, пойманная у мыса Луин (34°33′ ю. ш. 115°28′ в. д.) на глубину 46 м; самка длиной 67,5, пойманная у неподалёку от Джералдтона (29°54′ ю. ш. 114°30′ в. д.) на глубине 85 м и самка длиной 67,4 см, пойманная у Аугусты (34°31′ ю. ш. 115°13′ в. д.) на глубине 42 м.
Видовое название происходит от слова лат. floridus — «цветущий», «имеющий цветочный орнамент».

## Ареал
Orectolobus floridus являются эндемиками юго-западного побережья Австралии и встречаются на внешнем крае континентального шельфа от Джералдтона до Аугусты на глубине 42—85 м.

## Описание
У Orectolobus floridus приплюснутые и широкие голова и тело. Окраска очень пёстрая, мозаичная, тело испещрено жёлто-коричневыми пятнышками, голова покрыта тёмными отметинами. Ноздри обрамлены усиками, состоящими из двух лопастей. Лопасти кожной бахромы, расположенные позади брызгалец, плохо развиты. Над глазами имеются небольшие малозаметные бугорки. Спинные плавники низкие, наклонённые. Основание первого спинного плавника начинается на уровне середины оснований брюшных плавников. Расстояние между спинными плавниками составляет 0,3—0,4 длины основания анального плавника. Внутренний край анального плавника в 1,1—1,2 раза больше внешнего края. Во рту имеется 18—20 верхних зубных рядов. Срединный ряд на симфизе верхней челюсти отсутствует. Общее количество позвонков осевого скелета 145—150.

## Биология
Рацион Orectolobus floridus, вероятно, состоит их костистых рыб, ракообразных и головоногих. Все известные до настоящего время особи были половозрелыми, их размер колебался в пределах 72,8—75 см (самцы) и 67,4—71,4 см (самки).

## Взаимодействие с человеком
Вид не представляет интереса для коммерческого рыбного промысла. В качестве прилова эти акулы попадаются в донные жаберные сети. В водах Западной Австралии все акулы и скаты находятся под защитой закона. Данных для оценки Международным союзом охраны природы статуса сохранности вида недостаточно.